# 烈火之炎
《烈火之炎》（日语：烈火の炎）是安西信行的日本漫畫作品，曾改編成電視動畫。漫畫從1995年的16號到2002年的9號於小學館《週刊少年Sunday》連載，單行本全33冊。

## 劇情簡介
高中生花菱烈火，擁有從手中生火的神奇力量，而他卻是日本戰國時代忍者軍團“火影忍軍”首領的兒子。當織田信長正在消滅火影一族之際，被母親使用“時空流離”送至四百年後的日本。跨越四百年的時光，展開一場盛大且嚴苛的戰役。

## 登場角色

### 主角一行人
新生火影忍軍
以花菱烈火為首一行人。主要高中就讀於縣立名子霧高等學校。以「火影隊」報名「裏．武鬥殺陣」。
花菱 烈火
聲優：岡野浩介（日本）／劉傑、丘梅君【幼年】（AXN）／李景唐（三立都會台）（台灣）
本作男主角。
四百年前透過秘術穿越時空現代的火影一族，並無嬰兒時期的記憶，從小被養父花菱成男養大，之後由救回公主後陽炎並把一切都說給大家而得知。有可以直接憑空弄出火焰的能力。自稱“佐古下柳的忍者”，並稱呼她為「公主」。手上的護手甲是為了壓抑體內的炎龍，而後在紅麗一戰初次釋放。畢業於千葉縣立桌球中學校，現就讀名子霧高校，一身熱血，不知煩惱與仇恨為何物。屬性與水鏡不合而時常爭吵，個性偏向小孩子（相似小金井），但很重視朋友。對於紅麗也有一種亦敵亦友的態度。烈火是最後一代的火影首領，最後一戰前才知自己才是真正火影一族的“詛咒之子”，因為歷代炎術師都具有自己的火炎型態，而烈火卻不具備「型」，作為首領勢必會斷絕炎術師傳承。自身的火燄型態完全是依靠寄宿在身上的八歧炎龍。
-  招式：「八歧炎龍－崩、碎羽、剎那、焰羣、圓、壘、虛空、裂神 」,  佐古下柳火炎（藉由裂神之力而成為火焰「治癒之炎」）

佐古下 柳
聲優：增田由紀（日本）／丘梅君（AXN）（台灣）
本作女主角。
烈火偶然認識的女孩，烈火稱她為「公主」，對烈火來說她是烈火一心想守護的最重要的人，現就讀名子霧高校。個性很天然呆，極端善良，不懂仇恨，是戰國時代的小國家公主櫻姫的轉世，天生有冶癒的能力，小時候鸚鵡快死掉時發現自己的能力。本故事所有紛爭起於她的治癒能力，此能力能讓人長生不死。多次在本篇中，不顧一切相信著火影隊的夥伴們，常在危險的時候勇敢挺身。從小就志願當個插畫家，創造出「烈火人」這個虛擬角色，並在幼稚園打工。長相酷似水鏡之姐姐。溫和的個性治癒了很多心理不健康的敵人。於“裏．武鬥殺陣”將自己當作隊伍參賽的賭注籌碼。在天堂地獄篇一度死亡，被烈火藉由裂神之力變成火龍，打敗天堂地獄後因肉身尚未毀損而復活。對烈火抱有好感，漫畫213回向烈火告白。
其治癒力是魔導具剋星，透過裂神之力而成為火焰「治癒之炎」，可焚毀最強魔導具
-  能力：「治癒」、

霧澤 風子
聲優：平松晶子（日本）／林凱羚（AXN）（台灣）
烈火的同學及冤家，重視道義，對烈火有愛莫之情，烈火曾說「誰打贏他，他就成為誰的忍者」，便成天找烈火決鬥但成績皆輸，曾一心想佔有烈火並對公主有敵意。與烈火同樣畢業於千葉縣立桌球中學校，現就讀名子霧高校，是一個很豪放的女孩子，但內心善良、溫柔，不服輸且豪放正直讓她在「裏．武鬥殺陣」有許多男性死忠支持者，在對空一戰發明風之爪被稱為「魔導具的天才發明家」。屬性與紅麗心腹－雷霸相屬，特徵也很相似都有綁頭巾，雷霸也多次幫助風子並教導她，兩方的關係很曖昧。外傳「風一夜」內提起與養病少女真夜的邂逅，並把真夜親手做的海盜頭巾綁在頭上。在各個戰鬥上絕對不畏懼死亡。
-  魔導具：初始為陽炎所給之「風神」，後續增加緋水所贈「神慮伸刀」。
-  招式：「噴射飛行」「鐮鼬旋風」、「風爪」、「風魂」、「風守」、「疾」

石島 土門
聲優：飛田展男（日本）／于正昌（AXN）（台灣）
烈火的同學，與烈火同樣畢業於千葉縣立桌球中學校，就讀名子霧高校，對於霧澤風子有愛慕之情，一生支持著風子，風子曾說土門頭髮太多太悶熱就立即把頭髮剃掉了，動力可使他爲霧澤上刀山下油鍋也在所不辭。雖個性剛直，腦袋不佳，但善於防禦、保護隊友，堅毅的意志力是他最強的戰鬥力，是烈火與水鏡之間的齒輪潤滑劑，在村莊內有「鬼」的稱號。爲了烈火保護柳的心，和爲了風子的安全而與烈火組隊參加「裏．武鬥殺陣」。原被認為是火影隊中的累贅，但卻是裡面資質最好，進步最快的一位夥伴。
-  魔導具：初始為陽炎所給之「土星之環」，後續增加「嘴王」、增強肉體強度的「鐵丸」與收納魔導具「藏王」。

水鏡 凍季也
聲優：綠川光（日本）／孫誠、丘梅君【幼年】（AXN）（台灣）
烈火最初的敵人，就讀名子霧高校2年C班是烈火他們的學長，腦袋好、長相佳，做事心狠手辣，是本漫畫中的毒舌角色，但有稍微近視。對柳有姐姐的感情，對於烈火常常在柳身邊徘徊這件事讓他心裡十分不平衡，在成為烈火的隊友後時常吐槽烈火，兩人關係不佳。爲保護柳和找出殺害姐姐的仇人兩個原因而與烈火一起參加「裏．武鬥殺陣」。因為加入了火影隊，開始改變了原本冷酷無情的個性，漸漸放下心防相信他人。常被敵人說是娘娘腔。實力算是火影隊數一數二的強者，連紅麗也不敢小看的一位男人。
-  魔導具：水鏡一族遺留下的「閻水」，可將液體化身成劍刃。
-  招式：「冰紋劍法」、「水傀儡」水的替身、「絕對零度」砍到對手部位結凍，無法再生、「汴舞」水氣灌注至地下成冰柱攻擊、「水蛇」、「汴蛇」是「汴舞」與「水蛇」的結合招式，可用於吞噬、綑綁的冰之巨蛇。

 小金井 薰 
聲優：熊井統子（日本）／姜瑰瑾（AXN）（台灣）
小時候為孤兒，被紅麗發掘並照顧他，視紅麗為哥哥的原「麗」的一員。因紅麗綁架柳後，對之使用電擊，良心譴責下使他離開紅麗，轉而成為烈火的隊友。因為是個孩子，動作敏捷，個性天真卻也有他固執之處，喜歡黏著柳。爲保護柳及將紅麗拉回正途，而與烈火一同參加「裏．武鬥殺陣」。「裏．武鬥殺陣」結束後住在烈火家，並開始上學。天堂地獄消滅後跟著紅麗一起進入紅麗最後使用的「時空流離」回到戰國時代，兩人以義兄弟的身份過生活。使用鋼金暗器時變化所需時間只需要0.6秒。
-  魔導具：「鋼金暗器」，可組合出多種冷兵器。

 陽炎 
聲優：三石琴乃（日本）／王華怡（AXN）（台灣）
烈火的母親。日本戰國時代，當織田信長正消滅火影一族之際，陽炎使用「時空流離」將烈火送至四百年後的日本。由於「時空流離」被列為「禁術」（禁用的忍術）之一，陽炎受到詛咒：成為永生不死之人。最後憑藉螺閃的魔導具「光界玉」解除詛咒。
-  魔導具：「影界玉」、「式髪」、「砲鬼神」等。

### 麗
為直屬於「紅麗」的暗殺部隊。
首領
 紅麗 
聲優：置鮎龍太郎（日本）／孫誠（AXN）（台灣）
暗殺組織「麗」的首領，本作主角兼反派之一，花菱烈火同父異母之兄，個性因憎恨而扭曲。原本應當成為火影一族首領的繼承人，但因烈火的出生而被視為族內的「詛咒之子」，與母親麗奈一同受盡族人欺壓。在火影面臨破滅之際，意外被烈火母親使用的時空流離術送至現代的日本，被野心家森光蘭收養利用，現世的媽媽月乃非常疼愛紅麗，並養育他長大，而後也變成森光蘭綁住紅麗的棋子。後因柳而重遇烈火，在復仇心態驅使下而舉辦「裏．武鬥殺陣」，一心想將烈火一行人逼入絕境，並奪取具有治癒能力的佐古下柳。在故事後半部因為烈火的執著而放棄了對烈火的敵意，轉而對付最主要敵人森光蘭，幫助烈火援救柳。火焰原形是不死鳥，擁有將死去的人肉身與靈魂化成自己火焰的能力。他所持有的火焰「紅」就是他最愛的人（被森光蘭在心臟上植入炸彈引爆而死），而後心腹大將磁生戰死後也隨之成為了他的火燄之一。〈封印之地〉、〈SODOM〉篇皆登場，在天堂地獄消滅後解放紅和磁生的火焰向他們告別和解散「麗」，用身上最後殘存的火影之力使用時空流離和小金井一起回到天正十年六月二日的戰國時代為了報火影一族人被織田信長殺害之仇。向織田信長報仇結束後的紅麗和小金井兩人以義兄弟身份過生活。
- 招式：「紅－翅炎」

十神眾
雷霸
「十神眾」之一，麗〈雷〉隊長，紅麗的左右手。
「#麗〈雷〉」參照
音遠
「十神眾」之一，麗〈音〉隊長。對紅麗忠心耿耿。
「#麗〈音〉」參照
磁生
「十神眾」之一，麗〈鐵〉隊長，對紅麗忠心耿耿。
「#麗〈鐵〉」參照
幻獸朗
「十神眾」之一，麗〈幻〉隊長。
「#麗〈幻〉」參照
咒
「十神眾」之一，麗〈紅〉決賽先鋒。
「#麗〈紅〉」參照
戒
「十神眾」之一，麗〈紅〉決賽次鋒。
「#麗〈紅〉」參照
命
「十神眾」之一，麗〈紅〉決賽中鋒，心狠手辣。
「#麗〈紅〉」參照
JOKER（別稱J）
「十神眾」之一，麗〈紅〉決賽副將。
「#麗〈紅〉」參照
螺閃
「十神眾」之首，特徵是撲克臉及短髮，〈封印之地〉篇開始登場，後來脫離紅麗加入裏麗，擁有可令任何東西消失的魔導具「光界玉」，但是每令一樣東西消失，自己也會被奪走一樣同等價值的東西。小時候不小心用了光界玉而令母親消失，之後一直活在內疚和痛苦之中並且封印了自己的情感和語言，一直以來都藉由著鬼凜的魔導具「心眼」與外界交流。〈SODOM篇〉中再次登場，封印之地與烈火之戰後，螺閃就想幫忙消滅陽炎的詛咒，最後再要塞都市中與陽炎見面，本來他已抱著使用光界玉後會玉石俱焚的心態，使用光界玉後，光界玉因為比時空流連詛咒還弱，魔導具崩解，但還是使陽炎的詛咒消失，但光界玉沒有帶走螺閃什麼同等價值的東西，倒是使螺閃最後看到了慈祥的媽媽。陽炎表示螺閃也是人，只是封閉了自己的內心。
- 魔導具：「光界玉」

巡狂座
「十神眾」之首輔佐，漫畫多半以回憶狀態登場，〈SODOM〉篇中實際登場，幫忙火影隊擊退殭屍。為水鏡和戒的師父，是水鏡的祖父，家族世代傳承著「冰魔閻」與「閻水」，其先人也為了保護魔導具創下「冰紋劍」劍法，並代代相承著「巡狂座」封號。由於下一個繼承人孫女水鏡美冬（原本選定的是水鏡，但是美冬不願意水鏡背負這個稱號因而自願代替）之死，對此非常自責，甚至向水鏡表示自己認為自己才是殺害美冬的真兇，並受磁生招募至麗。傳授孫子水鏡凍季也冰紋劍，並利用戒來為水鏡製造未來的對手，只為了將「巡狂座」這個名號給消除，直至死前與水鏡相認，最後安詳的死去。
- 魔導具：「冰魔閻」

麗〈兵隊〉
「麗」暗殺集團階級制度下的正規軍。
石王
聲優：笹岡繁蔵（日本）
麗〈兵隊〉之一。為一高大巨人（曾是200年刑期的重刑犯），原本是紅麗別墅守護者之一，守衛二樓，是紅麗雇用的保鏢，被土門擊敗，後來亡於紅麗之手。
- 魔導具：「石冑」

永井 木蓮
聲優：中村大樹（日本）／劉傑（AXN）（台灣）
麗〈兵隊〉之一。為一變態男子，原本是紅麗別墅實驗室醫生，守衛地下實驗室。本身能力是藉魔導具將植物附著在身上並培養在體內，讓身體長出樹根攻擊對手。個性極其變態充滿淫慾，喜歡用自己身體的樹根抽插他人身體，藉此得到快感。在紅麗別墅一戰中，因激怒烈火，而被瞬間打敗。為了復仇，讓幻獸朗將「木靈」植入體內，增強了本身的木化能力，可以讓全身變化成「人面樹」，但又被水鏡打敗，之後並加入裏麗。〈封印之地〉篇再次出場，與十神眾．命成為情侶，但還是被水鏡擊敗。在最後一戰中，守護SODOM武器巨蛋內部水池，本身的木化能力又再度增強，可以使下半身變化成「木龍」，但仍是被烈火打敗，與十神眾．命雙雙命喪在爆炸的武器巨蛋裡。
- 魔導具：「木靈」

嘴丸
聲優：高木涉（日本）
麗〈兵隊〉之一。為「三羽烏」成員之一。襲擊烈火他們卻反被輕鬆的擊倒並奪走魔導具，是在麗中一直追隨紅麗到最後的少數人。
- 魔導具：「嘴王」

爪丸
聲優：江川央生（日本）
麗〈兵隊〉之一。為「三羽烏」成員之一。襲擊烈火他們卻反被輕鬆的擊倒並奪走魔導具，是在麗中一直追隨紅麗到最後的少數人。
- 魔導具：「鬼爪」

羽丸
聲優：山崎たくみ（日本）
麗〈兵隊〉之一。為「三羽烏」成員之一。襲擊烈火他們卻反被輕鬆的擊倒並奪走魔導具，是在麗中一直追隨紅麗到最後的少數人。
- 魔導具：「飛羽斬」

亞希
麗〈兵隊〉之一，麗〈音〉隊員。
「#麗〈音〉」參照
魅希
麗〈兵隊〉之一，麗〈音〉隊員。
「#麗〈音〉」參照
麗〈預備軍〉
「麗」暗殺集團階級制度下的後備軍。年齡、實力未達標準的人，會歸類在此處。
形代 零蘭
聲優：浅井清己（日本）／丘梅君（AXN）（台灣）
本名是森川願子，麗〈後備軍〉之一。為一個小女孩，原本是紅麗別墅守護者之一，守衛一樓，被風子打敗後就跟隨烈火一行人，常與火影同進同出，寄宿於風子家。
-  魔導具：「形傀儡」

小金井 薰
#新生火影忍軍參照

### 〈裏．武鬥殺陣〉篇
由森光蘭主辦三屆的武鬥大會，勝者可以將敗者的魔導具奪走。
空
「東北最強暗殺武鬥集團」，200年歷史。以鬼之空海為首領，火影隊的第一場對手，因時代變遷轉型為殺人集團，與火影一戰後重拾武鬥集團名聲。
 空海 
聲優：石塚運昇（日本）／孫誠（AXN）（台灣）
空的首領，被攻擊三次之後會變成鬼的狀態，俗稱鬼之空海（他曾自言：任何一尊佛被挑釁三次都會變臉的），曾在女兒被綁架時變身成鬼，把16個敵人都打成沒靈魂的肉塊。與烈火的特別戰，透過場上的切磋，期許烈火在往後的比賽中別死去，並有失去一條手臂的覺悟，因而使烈火的第三條炎龍「焰羣」誕生。有一女兒「魅空」，名字來源於空海大師。〈SODOM篇〉中再次登場，幫忙火影隊擊退殭屍，而後於烈火與木蓮一戰中幫忙烈火。
 最澄 
聲優：野田順子（日本）／劉傑（AXN）（台灣）
空的副將，所持的魔導具「式紙」，力量不算很強，但他是一位品行高潔的仁德之士。因被師父說出了「離開『空』吧」，想在大會證明「空」是厲害的格鬥集團而不是殺人集團，喜歡空海的女兒魅空。〈SODOM篇〉中再次登場，幫忙火影隊擊退殭屍，並與火車丸、餓紗喰、月白迎戰門都。
因內傷的關係，戰鬥只限15分鐘。
第六捲封底女裝，無法推定其真實性別（謎）
- 魔導具：「式紙」
- 招式：「紙演舞」、「芙蓉劍」、「六歌仙」、「千鶴」

 藤丸 
聲優：伊藤榮次（日本）／孫誠（AXN）（台灣）
空之一分子，是空隊中速度最快速者，性格卑鄙、色情。不分男女、老少都可以下手，對風子一戰使出各種卑鄙招式，但最後仍遭風子擊倒。〈SODOM篇〉中再次登場，幫忙火影隊擊退殭屍。
 南尾 
聲優：伊藤健太郎（日本）／符爽（AXN）（台灣）
空之一分子，是空隊中身體最柔軟者，可以伸長身體。次鋒戰消耗土門直到土門使出嘴王而雙方皆KO而平手。〈SODOM篇〉中再次登場，幫忙火影隊擊退殭屍，之後和空海、最澄、藤丸、大黑以外的空的成員一起行動卻不幸遇上死四天的門都遭到殺害，和南尾一起遭到殺害的空的成員最後變成紅麗的亡靈火焰一同擊倒門都。
 大黑 
聲優：大瀧進矢（日本）／于正昌（AXN）（台灣）
空之一分子，是空隊中棍術最厲害者，可以準確快速出棍。被水鏡於先鋒戰以電風扇原理擊倒。〈SODOM篇〉中再次登場，幫忙火影隊擊退殭屍。
鎖惡架子
鎖惡架子為了向「麗」復仇再次報名武鬥大會，卻因為損失慘重宣布棄權，火影隊8強戰的對手。隊名由隊員四人各取一字而成。
 夜子魯 
鎖惡架子的隊長。特徵有帥氣的臉龐，拖著隊友的棺木進場。看好火影隊的表現，將其志向賦予火影。
 骸惡 
鎖惡架子之一分子。第三屆大會中於第二戰中戰死。
 千鎖 
鎖惡架子之一分子。特徵拿著長棒，於第三戰中戰死。
 架凛 
鎖惡架子之一分子，全隊唯一的女性。在第二屆大會對陣麗〈紅〉時被十神眾「呪」殺害。
5D
D組參賽隊伍，擊敗隊伍「王羅」。評為穩定而有實力，遇到麗〈紅〉隊遭紅麗一人擊殺。
 Death 
5D之一分子，為隊伍中心，兩手特徵應為兩魔導具。
 S．A．GA 
5D之一分子，隊伍裡唯一的女性。
 酮島 
5D之一分子，特徵為龐克頭及顏面紋身。
 DISCUS 
5D之一分子，特徵為利齒狀的牙齒。
 DAMD 
5D之一分子，特徵為壯漢。

#### 麗
麗〈幻〉
由十神眾 幻獸朗 領軍的一支隊伍，成員多被幻獸朗所操縱並被改造成合成獸。第一場預賽將隊伍「神羅會」擊倒。
幻獸朗
聲優：大木民夫（日本）／于正昌（AXN）（台灣）
麗〈幻〉隊長，「十神眾」之一，所持魔導具「夢幻」。原本在中國被稱做仙人，被紅麗打敗而加入其麾下，精通幻術、擁有心靈手術的能力，肆無忌憚地利用生物DNA，將魔導具與使用者合成使能力增幅，成為合成獸。被烈火所使出的「剎那一瞬焰」而打敗。最後因其野望早想背叛紅麗而被音遠所殺，雖說一開始利用幻術逃過一劫，但在最後仍是死在音遠的磁雙刀下。
- 魔導具：「夢幻」
- 招式：「幻術一別魅」

獅獸
聲優：伊藤栄次（日本）
麗．暗殺部隊之一，是幻獸朗的合成獸作品。麗〈幻〉隊員之一，先鋒。有吃人肉的嗜好，第一場麗〈幻〉v.s神羅會的比賽中，一打五全擊敗並將對手都吃掉，而後被火影隊先鋒小金井 薫打敗身亡。
永井 木蓮
麗．暗殺部隊之一，戴頭巾高大的長髮男子。麗〈幻〉隊員之一，次鋒。個性極其變態充滿淫慾，因曾在紅麗別墅中被烈火擊敗，為了向烈火復仇加入麗〈幻〉，為小金井 薫的舊夥伴。
「麗〈兵隊〉」參照
砂倉 瑪瑙
聲優：皆口裕子（日本）／林凱羚（AXN）（台灣）
麗．暗殺部隊之一，一名普通的女子高中生。麗〈幻〉隊員之一，副將。爸爸為幻獸朗旗下的研究員，因為爸爸被幻獸朗放置在人肉沙漏中，而被逼去參加武鬥大賽，被幻獸朗將魔導具「式髮」植入體內，悲傷的表情透露出不想戰鬥的意志，被烈火的行為感動而投降。後幻獸朗因瑪瑙的爸爸被烈火救出，自己亦被烈火擊敗，而遵守諾言將瑪瑙體內的「式髮」取出來，擺脫幻獸朗控制獲得自由。對烈火有曖昧之情。
- 魔導具：「式髮」

麗〈音〉
由十神眾 音遠 領軍的一支隊伍，全部成員皆為女性。
音遠
聲優：松谷彼哉（日本）／姜瑰瑾（AXN）（台灣）
麗〈音〉隊長，「十神眾」之一，所持魔導具「不狂和音」藉由笛音來控制空氣釋放造成破壞，具釋放結界的能力。原為紅麗洋房內的女僕，本身愛慕紅麗，但自覺配不上紅麗。為了可以幫助紅麗，加入麗暗殺集團，努力拼上了十神眾，就算為了紅麗犧牲生命也在所不惜。除了身為紅麗的手下以外，將其他人分類為不是敵人就是隊友。十分愛護自己的同志及隊友。跟雷霸及磁生為紅麗效命的意念上有相當程度的默契。把「消滅紅麗的障礙」視為自身存在的使命。於魅希一起提出雙人戰，想趁著水鏡烈火不和時一網打盡，後來被兩人擊倒。招式皆被水鏡分析透徹。裏武鬥殺陣結束時，紅麗正要被森殺死時，音遠急忙救了紅麗跳入海裡。〈SODOM篇〉中再次登場，為了幫助紅麗，拿起了磁生的NS刀，而後擊倒幻獸朗。
- 魔導具：「不狂和音」
- 招式：「鎮魂歌」直線攻擊聲波、「前奏曲」向右面畫出弧形的攻擊、「協奏曲」兩人合作間接技能、「狂詩曲」強大力量可擊碎地面、「小夜曲」三條直線音波、「遁走曲」塊狀音波、必殺技「葬送曲」以性命為代價，釋放足以破壞整個比賽會場的強大能量。

亞希
聲優：緒方恵美（日本）／林凱羚（AXN）（台灣）
麗〈兵隊〉之一，所持魔導具「言靈」而得名「言靈亞希」。為麗〈音〉隊成員之一，先鋒，對十神眾．音遠忠心耿耿，似乎不喜歡男性。利用言靈削弱對方精神力，將對方慢慢耗至死亡，被土門於先鋒戰擊倒。〈SODOM篇〉中再次登場，幫忙土門擊倒亞久留。
- 魔導具：「言靈」

魅希
聲優：濱野ゆうき（日本）／王華怡（AXN）（台灣）
麗〈兵隊〉之一。為麗〈音〉隊成員之一，對十神眾．音遠忠心耿耿。與音遠一起進行雙人戰對決烈火&水鏡。透過魔導具矢魔彥可以反射音遠的音波，使雙人對戰更加有利。〈SODOM篇〉中再次登場，幫忙土門擊倒亞久留。
- 魔導具：「韋陀天」、「矢魔彥」

麗〈魔〉
「裏麗」中派出來的神秘隊伍，由 魔元紗 領軍的一支隊伍，B組出線為第三屆武鬥殺陣的四強隊伍。敗給火影。
 魔元紗 
聲優：鹽澤兼人（日本）／符爽（AXN）（台灣）
麗〈魔〉隊長，使用魔導具「次元界球」，其有令人毛骨悚然的面具外貌，其實真人躲在異空間裏且非常膽小卑鄙。曾想要擄走柳（森光蘭的命令），但被烈火打退（並讓次元界球產生裂隙），風子也在異空間與月白、火車丸一起合作打出魔元紗原形，最後現身於場上被土門打倒。最後死在J．Keper（傑克的表面代理人）的手裡。
- 魔導具：「次元界球」

 餓紗喰 
聲優：沢木郁也（日本）／孫誠（AXN）（台灣）
麗〈魔〉隊副將，特徵是拿著一顆鐵球，其人高大壯碩，曾單場一挑五。雖是敵人，卻有相當強烈的武士道精神，想公平與對手較量，因風子被突如其來的雷射裝置場地攻擊而負傷，而將自己的兇蜘蛛拿去擊毀雷射裝置，是個相當令人敬佩的對手，後被初覺醒的風神擊倒，大會後也跟火影隊一起慶祝。〈SODOM篇〉中再次登場，出場幫忙火影隊攻擊龐大數量的殭屍。
- 魔導具：「凶蜘蛛」有六支腳的類盔甲型魔導具，由於本身的體積和重量都非常的巨大，因而不具備一定體魄的人是無法使用的。

 月白 
聲優：関智一（日本）／于正昌（AXN）（台灣）
麗〈魔〉隊成員之一，先鋒，美少年，具潔癖狂妄極自戀於一身的人。因為狂妄而被小金井逮到機會而被擊倒。被魔元紗送至異空間，與火車丸、風子一起找出異空間的魔元紗。在決賽擔任評審。〈SODOM篇〉中再次登場，出場幫忙火影隊攻擊龐大數量的殭屍。
- 魔導具：「海月」新月形狀的刀，可作為迴力鏢使用、「朧」為一塊可改變周遭光線的反射、折射與吸收的布，基本上為完全性的隱形

 火車丸 
聲優：長島雄一（日本）
麗〈魔〉隊成員之一，次鋒，擅長模仿別人招式的忍術。利用魔導具偽火使出八歧炎龍（僅能模仿崩、碎羽與焰群），烈火使出第六條炎龍「無形之壘」擊敗火車丸。被魔元紗送至異空間，與月白、風子一起找出異空間的魔元紗。〈SODOM篇〉中再次登場，出場幫忙火影隊攻擊龐大數量的殭屍。
- 魔導具：「偽火」

麗〈雷〉
第三屆武鬥大會四強隊伍，隊員只有雷霸一人，準決賽對紅麗投降。
雷霸
聲優：遠近孝一（日本）／符爽（AXN）（台灣）
「十神眾」之一，被稱做「十神眾最強的男人」，所持魔導具「雷神」，特徵為帶頭巾、佩武士刀留長髮的男子。火影一族的後代，紅麗信賴的左右手，善解人意，與磁生、音遠曾一起發誓忠於紅麗，並一起簽下了血約書。偶爾會為了紅麗做出欺騙或耍心機等與自身個性不符的事，只要能夠幫助紅麗，不管對手是誰都可以下手。裏武鬥殺陣後消失蹤影，實質上是去解救紅麗現世的母親月乃，此點月乃及紅麗都很感謝雷霸。與火影隊的風子為良性的競爭對手，在本部漫畫中兩人世界的戲分很多，自稱是風子的白馬王子，多次解救風子的危機，兩人關係曖昧，〈SODOM篇〉中決戰前三日擔任風子的老師授與戰鬥技巧，最後與風子大戰，也因風子有土門的支持而被擊敗。對於自己是卑鄙火影一族的後代而有點內疚，但紅麗接受了他，誓死為紅麗賣命。是少數幾個能瞭解紅麗想法，並且到存活到劇末的角色。
- 魔導具：「雷神」

麗〈鐵〉
第三屆武鬥大會八強隊伍，止步於麗〈魔〉。
磁生
麗〈鐵〉隊長，「十神眾」之一，所持魔導具「磁雙刀」。對紅麗忠心耿耿，被魔元紗所殺，死後化為紅麗其中一道火炎。可視為紅麗對磁生的忠心是有放在心裡的。過去曾與JOKER打的難分難解，看不慣卑劣的手段，就算是同伴也會看不起。曾與巡狂座接觸。
- 魔導具：「磁雙刀」

麗〈紅〉
第二屆裏武鬥殺陣大會冠軍；第三屆裏武鬥殺陣大會亞軍，隊伍成員皆為十神眾。以紅麗為首。
咒
聲優：古澤徹（日本）
「十神眾」之一，麗〈紅〉先鋒，特徵是面具後留一大搓長髮，實際上只是由魔導具「縛咒」（臉上的面具）所控制的一具屍體（面具下是白骨），因為肉體會腐敗需要透過不斷尋找新的肉身，於武鬥大會想得到土門結實的身體，最後縛咒被土門的意志力所打敗。第三屆大賽紀錄者，全部場次（除火影戰）皆由他一人淘汰其他隊伍。
-  魔導具：「縛咒」擁有意志並渴望更好肉體的魔導具、「手砲」裝於手臂可以發射大砲

戒
聲優：大塚明夫（日本）
「十神眾」之一，麗〈紅〉中鋒，特徵是雷鬼頭，所持魔導具「冰魔閻」。是巡狂座為了要測驗水鏡而培養的一位劍士，決賽特地轉到次鋒跟水鏡對決，為了能與水鏡一戰勝負，證明自己才是最有資質的巡狂座弟子，因過去修練於巡狂座下，一直被師父認為只是一顆「石」，不像水鏡那麼更有資質，刻意讓水鏡以為自己是殺他姐姐的兇手，激起對手的怒氣。最後靠著執著以及更大的決心戰勝水鏡，達成心願後自盡，此場戰鬥對水鏡之後的成長非常有效。
-  魔導具：「冰魔閻」一把結合於手甲上的單面長劍，是極度弒血並擁有自我意志的魔導具

命
聲優：本多知恵子（日本）
「十神眾」之一，麗〈紅〉次鋒，特徵是大型日本人形娃娃，本體是藏於人形魔導具內的雙馬尾女，是多重魔導具使用者，所持的魔導具包括三台人型魔導具為「魅虛斗」、「白髭」、「大飛出」。另持有「毒魔針」（裝在魅虛斗的指甲上）和「解毒丸」。她可怕之處不在於本身的戰鬥能力，而是在於她的奸詐和陰險，第二屆武鬥大會曾虐殺了一位小男孩的父親，在武鬥大會中鋒戰（因戒而改去中鋒戰）被風子逼出了魅虛斗，但利用毒魔針及其狡詐的做法（用毒針讓評審無法宣判勝利），風子因被命偷襲無法站起來而輸掉此場比賽，也因為無法跟小男孩達成誓言而感到失望。〈封印之地〉篇透露與木蓮交往，欲偷襲水鏡卻被打到精神崩潰而失禁。深愛著木蓮，因為愛而第一次覺得他人很重要，〈SODOM篇〉中再次登場，幫忙木蓮攻擊烈火，先是被空海所傷之後被木蓮刺成重傷，最後與木蓮對談後雙雙湮滅在爆炸的武器巨蛋裡。
-  魔導具:「魅虛斗」、「白髭」、「大飛出」、「毒魔針」

JOKER（別稱J）
聲優：真殿光昭（日本）
「十神眾」之一，所持魔導具「帝釋廻天」。外型像是魔術師與小丑的綜合體。麗〈紅〉副將，副將戰輸給了小金井開展的第六段幻之形。在〈封印之地〉篇為了告訴烈火「天堂地獄」所在地時才露出真面目。輕鬆自如的態度反而讓他深不可測（或者該說是肆意率直的活著，且誠實的面對自己內心的戰鬥慾望）。曾經與磁生打的難分難捨，後受紅麗所邀成為「麗」的一員，但是對紅麗卻不如其他成員般完全服從，喜好自在的行徑。是少數幾個能瞭解紅麗想法的十神眾成員。〈SODOM篇〉中再次登場，幫助紅麗去擊退天堂地獄，中途遇見小金井本來要重新跟他一戰，準備戰鬥時遇到了綺理斗與之戰鬥。戰勝綺理斗後，受重傷的最強門都登場，最後與門都的戰爭裡，被自己所釋放出的強大重力結界（黑洞）吞噬而與對手同歸於盡。傳說似乎與作者另部作品MÄR 魔兵傳奇中的那那西有關。
-  魔導具：「帝釋廻天」可改變重力

#### 十二支
大會的司儀組織，主要以十二生肖的裝扮出場。
 子美 
聲優：中川亜紀子（日本）／姜瑰瑾、王華怡、丘梅君、林凱羚（AXN）（台灣）
十二支之一，特徴是頭上帶著鼠耳朵髮飾，裏武鬥殺陣A區會場火影對麗〈幻〉之戰擔任裁判，漫畫版火影的準決賽和決賽擔任播報員。是水鏡的粉絲。對比十二生肖為「鼠」。
 牛乃 
十二支之一，特徴是帶眼鏡、巨乳身材，頭戴牛角，20歲，裏武鬥殺陣麗〈紅〉對麗〈雷〉之戰擔任裁判。對比十二生肖為「牛」。
 虎葉 
十二支之一，黑髮，水鏡粉絲，對比十二生肖為「虎」。
 卯美 
聲優：三石琴乃（日本）
十二支之一，特徵為兔耳濃眉，對比十二生肖為「兔」。
 辰子 
聲優：吉田古奈美（日本）／王華怡（AXN）（台灣）
十二支之一，火影初場比賽司儀，特徴是頭上帶著龍角髮飾，烈火對空海的特別比賽迷上了烈火，成為他的頭號粉絲並親吻烈火的臉頰，讓柳吃醋生氣，是柳的情敵。十二支內戲份最多的司儀，多描寫其內心戲。對比十二生肖為「龍」。
 里巳 
十二支之一，特徵為「白蛇女」，水鏡的粉絲。對比十二生肖為「蛇」。
 亞馬樹 
十二支之一，特徵為馬耳，決賽評審權利讓給了辰子。對比十二生肖為「馬」。
 羊子 
聲優：荒木香恵（日本）
十二支之一，初次轉播為風子對餓紗食之戰。豐腴的身材跟誘人的眼神讓觀眾表示「可以叫妳姊姊嗎」？對比十二生肖為「羊」。
 猿奈 
十二支之一，同性戀的少女，喜歡跟她同性別的風子或外表像女人的水鏡。對比十二生肖為「猴」。
 魅鳥 
十二支之一，特徵為鳥人型少女，出場時被嫌身材比起其他姊姊差。對比十二生肖為「雞」。
 犬子 
聲優：野田順子（日本）
十二支之一，初登場為播報D組比賽。特徵如其名，頭上戴著犬耳。對比十二生肖為「狗」。
 亥子 
十二支之一，年紀最小的小孩子裁判，是土門的粉絲。還曾跟土門被誤認為情侶。對比十二生肖為「豬」。

### 〈封印之地〉篇
森光蘭在大會後要找尋最凶惡魔導具「天堂地獄」所展開的篇章。

#### 裏麗
首領
森光蘭所屬部隊〈裏麗〉的高層人員。
 森光蘭 
聲優：納谷六朗（日本）／于正昌（AXN）（台灣）
裏麗首領，紅麗的養父，也是COCOM財團的總裁。表面上是一個功德無量的慈善家，事實為地下社會的首領，裏武鬥殺陣大會的主辦者。個性貪得無饜，渴望能得到世界上的一切，想得到自己想要的魔導具，最終統合成對長生不死的慾望，最後得到最強魔導具「天堂地獄」之力量，不再是人類，開始為所欲為大肆屠殺，吃人來維持長生不老。最後被烈火用治療之炎所焚毀。
- 魔導具：「天堂地獄」

 煉華 
為森利用紅麗和紅的基因所製造出之複製人（編號0013），擁有「火焰箭」等等能力（和烈火一樣雖擁有炎的能力但因為不具備炎之型因此不為炎術士），裏武鬥殺陣決戰才被喚醒，導致智能如同小孩，只聽令於森。被紅麗稱之為失敗的缺陷品，被紅麗打敗後逃跑而後被天堂地獄吃掉（吸收），讓天堂地獄有了火焰抗性。
- 招式：「火焰箭」、「煉獄」

 海魔 
生前為與虛空齊名的魔導具的制作者，與虛空開發魔導具是為了生存的理念相反，內心極度渴望殺戮，開發的魔導具均會致命，或是用人命為動力，最後制造的魔導具是「天堂地獄」，在被族內肅清之際將自己與「天堂地獄」合一。在森光蘭得到「天堂地獄」後兩人意志共存，成為完全體後完全合一。最後被烈火用治療之炎所焚毀。
四死天
「裏麗」直屬於 森光蘭 的暗殺部隊，裏麗組織內僅次於螺閃的四人。主要成員皆由〈封印之地〉篇開始登場。
 葵 
四死天之首，長相類似最澄，帶著貝雷帽、眼睛下有十字架，是紅麗和紅基因合成的複製人（編號0005），因為沒有發動火焰的才能，被森稱為失敗作品，內心極度自卑，獲得森光蘭的認同為唯一人生目標。在〈封印之地〉篇登場，出場疑似擊敗水鏡，並且利用「神慮思考」改變大家的記憶去上學，名為神樂葵，羨慕平凡的生活、學校生活、父母、興趣、朋友以及夥伴，假借約會約出柳將她擄走。〈SODOM〉篇中，被柳對其感情嚇到，柳認為葵是她的朋友，不認為葵是壞人，使葵在清除柳的記憶時很煩惱。最終一戰與烈火談話，認知自己並不是複製人，而是一個人類，感化後改邪歸正，與蛭湖一起行動，並解除「神慮思考」對柳的控制。結尾時去土門家的花店工作。
- 魔導具：「神慮思考」可以控制對方思想與記憶。

 蛭湖 
四死天之一，持有生物魔導具「血種」，是一名嗜血狂徒，有著和水鏡不相上下的劍術修為。身體血量之多是普通人數倍，與葵是好友，在〈SODOM〉篇中登場，先與水鏡一戰欲試探其意志，後與土門一戰被土門打敗後想法也跟著改觀，決定不是以使命來驅使自己，而是更以自己想要的意志去行動。與葵一起行動，並幫助烈火阻擋天堂地獄，讓葵有餘力解除「神慮思考」對柳的控制。
- 魔導具：生物魔導具「血種」，第二個心臟使血液更濃更有魔性，擁有著操控血液的能力，凝結時硬如金屬並可隨心所欲的塑型，亦可貼身吸食他人血液殺敵，但被鐵丸的防禦力克制。

 門都 
四死天之一，特徵是類似魔元紗的面具，是一名戰鬥狂徒。〈SODOM〉篇中登場，戰鬥力是四死天中最強的，也是裏麗內最強，殺死了多名空的夥伴，後被紅麗火炎燒至重傷。最後與傑克一戰，傑克使用最後一擊同歸於盡，將門都一同被吸進時空扭曲黑洞。
- 魔導具：「無名」和「門構」

 綺理斗 
四死天之一，特徵是雙馬辮的眼鏡娘，〈SODOM〉篇中登場，擁有極強的間諜能力，持有魔導具「輪廻」、「涅槃」、「死愚魔」。「輪廻」可令她隨意改變自己的外貌年齡，但同時因為長期的使用也令她忘記自己的真實年齡。由於本身戰鬥力不高，所以主要依靠魔導具「涅槃」召喚出來從「天堂地獄」細胞中開發的生物魔導具「死愚魔」來對戰。被小金井、Joker的組合擊敗。
- 魔導具：「輪廻」、「涅槃」、「死愚魔」

暗殺隊
「裏麗」直屬於 森光蘭 的暗殺部隊，只聽命於森光蘭。主要成員皆由〈封印之地〉篇開始登場。
 鬼凜 
裏麗暗殺隊之一，是個清純少女，只是為了戰鬥方便，衣著偏向清涼，實力非常高深（自稱在四死天之上，螺閃之下），隨側螺閃左右。會利用心眼幫螺閃表達出一切。
- 魔導具:「砲鬼神」、「心眼」

 緋水 
裏麗暗殺隊之一，〈封印之地〉篇風子第一個對手，特徵是臉上多處疤痕跟繃帶纏身，內心是個心地善良之人，只因在暗殺隊培育時期因為殺死了自己的愛人「秀樹」，而一直活在一個「遊戲」的思考迴圈中，在行屍走肉中渴求著死亡跟安息。在地底遺跡針山把風子視為目標，並與風子一戰，被風子感動而領悟生命的可貴，將其魔導具「神慮伸刀」贈與風子，後在地底遺跡中為救風子而死。
- 魔導具：「神慮伸刀」依主人的心意而可以伸長的刀刃。

 牙王 
裏麗暗殺隊之一，石王的兄長，是個瘋狂的巧克力迷，焦躁、戰鬥時一定要吃巧克力，沒有巧克力吃就呼天搶地。〈封印之地〉篇登場，為了弟弟復仇想要找紅麗以及土門復仇，在地底遺跡石室中被土門擊敗。在最後一戰中敗給了小金井並承認了自己信念的崩潰而真正敗北。
- 魔導具：「石棍」

 神威 
裏麗暗殺隊之一，〈封印之地〉篇小金井第一個對手，特徵是雞冠頭，無使用魔導具（本身是半人半機械之人），為了怕身體老化而將身體改為機械，是個瘋狂的戀童癖，似乎非常迷戀小金井，也因此和火影之間是非常微妙的亦敵亦友。
 雙角齋 
裏麗暗殺隊之一，是個瘋狂的戀物癖，似乎非常迷戀風子（或者該說對女孩子的恐怖收集癖好），後被雷霸所殺。
- 魔導具：「收魂瓶」

 文丸 
裏麗暗殺隊之一，是個擅利用別人心理的小人，透過卑劣的條件使對方進行雙重選擇，在與烈火的戰鬥中被壘的幻炎焚燒殆盡。
- 魔導具：「影縫」控制他人行動魔導具、「聲」傳聲筒魔導具

 米魯克、克魯米 
裏麗暗殺隊之二，姐妹兩人，操控機器「米克魯」進行攻擊。
 搦 
裏麗暗殺隊之一，使用魔導具「式紙」，但實力不如最澄。
- 魔導具：「式紙」

 瑪莉 
裏麗暗殺隊之一，使用魔導具「束縛鞭天」，是個SM狂。
- 魔導具：「束縛鞭天」

### 其他人物
花菱 茂男
聲優：大川透（日本）
烈火的養父，煙花師父。未婚，佛堂放的照片不是妻子而是心愛偶像。對於將烈火養育成一個良善的少年，陽炎對此對茂男表示感謝。
立迫 文夫
聲優：小野健一（日本）
烈火的歷史臨時代課老師，熱愛火影的歷史，被紅麗集團視為眼中釘。烈火稱其房間為「寶山」。
立迫 博子
聲優：松谷彼哉（日本）
文夫之妻，長得很漂亮，特徵為臉上雀斑。被木蓮的樹根穿刺成重傷。
岸 真夜
外傳「風一夜」的主要登場人物，女性。覺得風子是一個很善良的女生，常常跟他一起吃便當。後來得知原來是得病需要安養才要一直轉校，她讓風子更為堅強，後來轉校至遠方去安養。
森 月乃
紅麗穿越時空後第二個母親。視紅麗為親生小孩般疼愛。被森光蘭幽禁好控制紅麗。

## 用語
火影忍軍
炎術士

### 八歧炎龍
火龍生前皆為炎術士，因為無法保護自己所珍視的人或其他原因帶着悔恨而死，因抱有這樣的心於死後無法輪迴而化身為火龍怨靈寄宿於下一代誕生的炎術士體內，當被解放時便由當時的首位告知如果帶著悔恨之心而死將會成為他們的一員，之後便等待著宿願被了結的那一天的到來。
碎羽
- 烈火之炎第壹式，生前的炎之型是鷹。

與崩同時被烈火收服的火龍，亦是烈火最常使用的火龍之一。生前是一位帥氣的男子，攻擊形態是在烈火的手臂上形成刀形的火燄。在虛空的考驗中與崩一起鼓舞烈火，並決定再次回到烈火體內。在地下武鬥大會中，烈火曾以碎羽跟燄群的組合攻擊擊退魔元紗，又在與裏麗的神威作戰時同時使用崩、碎羽及燄群組合將對方擊潰。
崩
- 烈火之炎第貳式，生前的炎之型是獅子。

與碎羽同時被烈火收服的火龍，亦是烈火最常使用的火龍之一。生前是一位英氣的女性，可一次發出無數個火球，並可以調整方向、大小，是性格最穩重的火龍，幾乎能配合其他火龍發動合擊。與碎羽一樣，在虛空的考驗中再次被烈火收服。在地下武鬥大會中，烈火曾讓崩配合虛空作出毀滅場館的攻擊，又在與裏麗的神威作戰時同時使用崩、碎羽及燄群組合將對方擊潰。
燄群
- 烈火之炎第參式，生前的炎之型是蛇。

生前是一位強壯的男子，是鞭形火燄帶。可纏在手臂上攻擊人等，有多種用法。最早被用於聯合火龍，與碎羽聯合後變成末端附上鋒利刀刃的長鞭。
初登場在烈火vs空海一戰。
剎那
- 烈火之炎第肆式，生前的炎之型不明。

有「邪惡之龍」之稱，生前是一個瞎了眼，但其他感覺器官卻極端靈敏的炎術士，因為過於殘暴，生前眾火影成員皆不承認他為首領炎術士，也因此沒有當上首領。生前的剎那，並不使用火燄，而是完全靠著他飛快的速度來作戰，所以死後就化為"瞬炎"。整個臉是被火蓋住，當眼睛睜開時，會發出瞬炎，而看到的人會即刻化為灰燼，不但殘忍而且兇暴，是八龍中殺性最重的怨靈，且完全拒絕和其他火龍合作，在火龍的組合招式上無法與其他火龍一起搭配使用。
圓
- 烈火之炎第伍式，生前的炎之型是龜。

生前是一位大胖子，個性善良，好好先生，標準打不還手罵不還口。由三隻眼所產生出的火球圍成結界，作為牢籠或護盾用。與崩聯合的型態下可產生一個將對方封閉後向內部轟炸的結界。
壘（又譯「墨」）
- 烈火之炎第陸式，生前的炎之型不明（推測為蜃）。

又稱無形之壘。生前是一位美麗又有強大易容術的女性，喜歡猜謎，擅長欺騙，混淆對手，能力是利用火焰製造出既為實體卻又為虛幻，用來迷惑敵人的影像。在攻擊的時候最常見的是直接憑空炸出一條巨大的炎柱。
虛空
- 烈火之炎第柒式，生前的炎之型不明。

最早以人形出現在烈火他們面前，也是唯一可隨意離開烈火身體的火龍，生前是一個好色老頭，少了一隻眼睛，也是開發魔導器唯二的起始工匠，其開發理念在於生存與制服。好色似乎是平時的偽裝，一旦嚴肅起來時非常有威嚴。能力是發射火燄精煉而出的雷射砲，將一切貫穿，若與崩一起使用，可以同時發射許多雷射砲的火燄，威力驚人。
裂神
- 烈火之炎第捌式，八龍的首領，生前的炎之型是不死鳥。

生前是烈火、紅麗之父，原名櫻火，火焰原型為不死鳥（和紅麗相同），可以把死人的靈魂吸收，化為火焰自身，將該人的能力化為己用。召喚裂神必須要同時召喚前7隻火龍。

### 不死鳥
炎術的火焰型態之一。櫻火、紅麗的火焰皆為此型態。可以把死人的靈魂吸收，化為自身火焰。
紅麗將戀人紅的靈魂轉變為人形火燄「紅」，可使出「翅炎」等絕招。

### 魔導具
〈裏．武鬥殺陣〉篇
風神：霧澤 風子之所有魔導具（手環型），陽炎所給，上級魔導具，擁有五顆紅珠及自身意志，能自由操控風，與雷神有對等之關係，力量超強。反作用：使用者興奮狀態進入戰鬥的「夢」。
閻水：水鏡 凍季也之所有魔導具（劍型），上等魔導具，將液體變成劍刃，可使用出氣、液、固體三種不同型態的水攻擊，硫酸亦可，威力驚人，不可小視。
土星之環：石島 土門之所有魔導具（指環），能將力量大幅度的提高，一開始土門並不想依靠魔導具，但被置換到鼻子上。
鐵丸：石島 土門之所有魔導具（寶玉），能將防禦和攻擊大幅度的提高。只是使用的方法並非裝配於身上，而是將其吞食投入體內後才能發揮威力。
嘴王：嘴丸之所有魔導具（手型），後為土門所得。能將人挾著，本身屬於可遠可近的武器。
鋼金暗器：小金井 薰之所有魔導具，有六個型態。壹之型「牙」，形狀為一長刀，近戰型。貳之型「龍」，為一鎖鏈鐮刀，長距離攻擊型。參之型「極」，形狀為一把大剪刀，可攻可守。肆之型「武羽冥亂」，別名：新月。形狀為大型飛鏢，可以迴旋攻擊。伍之型「暗」，別名：魔弓。用於暗殺的弓箭。夢幻陸之型「幻」，別名：無。是將鋼金暗器分解後，各個零件會回到魔玉的身邊，為的是要合成鋼金暗器的本體，化型為無，無返原型。（動画版未出現陸之型）
形傀儡：形代零蘭之所有魔導具（寶玉），能自由操控無生命的傀儡，並且賦予傀儡情感。
影界玉：陽炎之所有魔導具（寶玉），能看到遠處的東西，甚至是潛入影子之中然後出現在任何有影子形成的地方，與光界玉有對等之關係。
飛羽斬：羽丸之所有魔導具（寶玉），佩戴在身上，長出能飛行的羽翼並能以高速斬裂對手。
鬼爪：爪丸之所有魔導具（爪型），有五隻爪，後為風子所得。風子將寶玉放進風神，形成風之爪。
式紙：最澄之所有魔導具（寶玉），能操控紙，平時可纏勒對手，並且可將紙強化為盾牌或者是以摺紙進行攻擊。
式髮：瑪瑙之所有魔導具（寶玉），能夠操縱頭髮，一般是拔下頭髮變成堅固的針做為武器，但幻獸朗藉著心靈手術將其融入人體後就變成了能操縱頭髮生長和塑形的型態，先前為陽炎所有，與式紙有對等之關係。
木靈：木蓮之所有魔導具（寶玉與植物鑲嵌在一起並生長纏繞在身體上），操縱飼養在體內的植物，藉由身體長出樹根攻擊，後被幻獸朗植入木蓮體內，大幅增強其魔導具力量，使木蓮擁有木化自己身體的能力。
夢幻：幻獸朗之所有魔導具（杖型），能將物體縮小，烈火予之破壞。
言靈：亞希之所有魔導具（頸環型），當使用者使用「關鍵詞」時，能將敵人進入催眠狀態，被土門視破。之後於烈火為陽炎試驗性解除詛咒時毀損。
韋駄天：魅希之所有魔導具（寶玉「鑲在鞋上」），是一種裝在腳上的移動行魔導具，他不僅能使人移動如疾風般快速，而且也能增加肌肉的耐力，SODOM篇繼續使用。
矢魔彦：魅希之所有魔導具（盾型），能反射不和狂音之攻擊。
不狂和音：音遠之所有魔導具（寶玉「鑲在肩甲上」），能利用聲音來進行攻擊，水鏡予之破壞。
磁雙刀：磁生之所有魔導具（刀型），兩把具磁力的刀刃，除了當普通武器使用外，還能利用刃的磁性在脫手後改變飛行軌道進行遠距攻擊。磁生死亡後，音遠在SODOM篇繼續使用。
海月：月白之所有魔導具（刀型），呈彎月型，與鋼金暗器之四之型一樣，另本身具有變形能力（過去由陽炎持有）。
朧：月白之所有魔導具（布型），能將使用者隱形。
偽火：火車丸之所有魔導具（手環型），能像火術士一樣發出火焰。
凶蜘蛛：餓紗喰之所有魔導具（護甲），有六隻爪能夠自由伸縮，需要強壯的人才能佩備。
次元界玉：魔元紗之所有魔導具（寶玉），能將人送進異次元中，黑洞入，白洞出。被烈火和風子（無意間）聯手破壞。
砲魔神：魔元紗之所有魔導具（炮型），將死者的肉體和靈魂化為砲彈轟向敵人，基本上無堅不摧。被土門以強大的意志力催發出來的力量轟回去後炮身損壞。
冰魔閻：戒之所有魔導具（手甲型），原為“巡狂座”代代傳承的魔道具之一，後來為了消滅“巡狂座”這個稱號而借出給戒，戒戰死後，重新回到巡狂座手中。
魅虛斗：命之所有魔導具（人型傀儡），攻擊力及防守力為第三，風子予之破壞。
毒魔針：命之所有魔導具（爪型），由一百多種毒藥煉製而成的武器。配備有相對應的解毒珠，只需在死亡前服下都有效果，只是數量不明。
帝釋迴天：傑克之所有魔導具（矛型），製造出重力結界，在結界內可自由控制重力。
〈封印之地〉篇
魔樹也之魔導具：不明（還沒使用就被打敗）
竑之魔導具：不明（還沒使用就被打敗）
藏王：把很大的物品收藏之用（寶玉），後為土門用於收藏嘴王。
石棍：石王之所有魔導具（長棍型），插在石頭上，能夠自由操控岩石。
神慮伸刀：緋水和風子之所有魔導具（雙頭刄拐棍型），原為雙刀，後來緋水將其中一把贈與風子，能將刀劍隨意的伸縮，幾乎沒有長度限制（過去由麗奈持有）。
收魂瓶：雙角齋之所有魔導具（甕型），可以把人吸收進去，裡面是一片黑暗的虛無世界，一小時等於二十天。被雷霸所破解。
白髭：命之所有魔導具（人型傀儡），攻擊力及防守力為次高，水鏡予之破壞。
影縫：文丸之所有魔導具（針型），用以固定影子使人不能動彈。被烈火以蠻力掙脫。
心眼：鬼凜之所有魔導具（指環），能感覺到別人的心在想什麼（只不過感受到太強烈的意念時，持有者自身有精神崩潰的危險）。
砲鬼神：鬼凜之所有魔導具（炮：從手部的手甲發射火炮；蛇：炮身像鞭子一樣發射出去攻擊敵人），能夠給別人致命的一擊。在〈SODOM〉篇螺閃解除了詛咒後便被交付給陽炎於最後決戰中使用。
神威之魔導器：不明（身體為機械）
燈：照明之用（寶玉），（照明封印之地用）
雷神：雷霸之所有魔導具（手環型），上級魔導具，擁有自身意志，可引發強大的雷擊：雷刃、降御雷等。被風子和土門聯手破壞。
光界玉：螺閃之所有魔導具（棍棒+寶玉），有強大的消滅力量，每使用一次，自己就會失去一樣東西。最終解除了陽炎身上的詛咒後自我崩解。
天堂地獄：初次登場時是藏在盒子內，與海魔結合後變成一具武士盔甲的型態，史上最凶惡之魔導具，後被森光蘭所得。
〈SODOM〉篇
束縛鞭天：瑪莉之所有魔導具（鞭型），綁住動態物體。
歡喜天：幻神之所有魔導具（環型），功能不詳（還沒使用就被打敗）
大飛出：命之所有魔導具（人型傀儡），攻擊力及防守力為最高，空海予之破壞。
神慮思考：葵之所有魔導具（三顆寶玉裝在手臂上），可以抹去和恢復被施術者的所有記憶（精神操縱），相當恐怖的魔導具。為了解除對佐古下柳的洗腦而崩毀。
門構+無名：門都之所有魔導具（綁於手臂上的盾型）+（寶玉），組合起來可以產生一些特殊效果（是以“門”字作為基礎字然後與寶玉內出現的字相互組合，比如門+人=閃），甚至是把人丟進一個有門的空間裡去。
血種：蛭湖之所有魔導具（為一顆心臟的型態上鑲嵌著寶玉與身體連結在一起），自身血液可以形成劍刃等武器攻擊，不過先決是要製造出傷口。為相當少見的生體型魔道具。
死愚魔：綺理斗之所有魔導具（有生命之怪物），可發射破壞光束的怪物。
輪迴：綺理斗之所有魔導具（手環型），可改變使用者身心年齡。
涅槃：綺理斗之所有魔導具（手環型），操縱死愚魔。

## 出版書籍
| 集數 | 小學館         | 小學館             | 青文出版社     | 青文出版社             |
| 集數 | 發售日期       | ISBN               | 發售日期       | ISBN                   |
| ---- | -------------- | ------------------ | -------------- | ---------------------- |
| 1    | 1995年9月18日  | ISBN 4-09-123631-6 | 1997年4月15日  | ISBN 957-539-664-2     |
| 2    | 1995年11月18日 | ISBN 4-09-123632-4 | 1997年6月15日  | ISBN 957-539-748-7     |
| 3    | 1996年1月18日  | ISBN 4-09-123633-2 | 1997年7月15日  | ISBN 957-539-758-4     |
| 4    | 1996年5月18日  | ISBN 4-09-123634-0 | 1997年10月30日 | ISBN 957-539-759-2     |
| 5    | 1996年6月18日  | ISBN 4-09-123635-9 | 1998年3月15日  | ISBN 957-539-923-4     |
| 6    | 1996年9月18日  | ISBN 4-09-123636-7 | 1998年6月15日  | ISBN 957-539-977-3     |
| 7    | 1996年11月18日 | ISBN 4-09-123637-5 | 1998年8月15日  | ISBN 957-595-029-1     |
| 8    | 1997年1月18日  | ISBN 4-09-123638-3 | 1998年11月25日 | ISBN 957-595-096-8     |
| 9    | 1997年4月18日  | ISBN 4-09-123639-1 | 1999年2月15日  | ISBN 957-595-149-2     |
| 10   | 1997年7月18日  | ISBN 4-09-123640-5 | 1999年4月15日  | ISBN 957-595-199-9     |
| 11   | 1997年8月9日   | ISBN 4-09-125261-3 | 1999年7月5日   | ISBN 957-595-270-7     |
| 12   | 1997年12月10日 | ISBN 4-09-125262-1 | 1999年10月15日 | ISBN 957-595-333-9     |
| 13   | 1998年3月18日  | ISBN 4-09-125263-X | 2000年1月5日   | ISBN 957-595-398-3     |
| 14   | 1998年5月18日  | ISBN 4-09-125264-8 | 2000年3月13日  | ISBN 957-595-459-9     |
| 15   | 1998年8月8日   | ISBN 4-09-125265-6 | 2000年3月27日  | ISBN 957-595-474-2     |
| 16   | 1998年10月17日 | ISBN 4-09-125266-4 | 2000年4月10日  | ISBN 957-595-475-0     |
| 17   | 1999年1月18日  | ISBN 4-09-125267-2 | 2000年4月24日  | ISBN 957-595-476-9     |
| 18   | 1999年4月17日  | ISBN 4-09-125268-0 | 2000年5月8日   | ISBN 957-595-497-1     |
| 19   | 1999年6月16日  | ISBN 4-09-125269-9 | 2000年5月22日  | ISBN 957-595-498-X     |
| 20   | 1999年9月18日  | ISBN 4-09-125270-2 | 2000年8月15日  | ISBN 957-595-585-4     |
| 21   | 1999年11月18日 | ISBN 4-09-125651-1 | 2000年9月15日  | ISBN 957-595-609-5     |
| 22   | 2000年1月18日  | ISBN 4-09-125652-X | 2000年11月1日  | ISBN 957-595-646-X     |
| 23   | 2000年4月18日  | ISBN 4-09-125653-8 | 2000年11月30日 | ISBN 957-595-683-4     |
| 24   | 2000年6月17日  | ISBN 4-09-125654-6 | 2001年1月20日  | ISBN 957-595-720-2     |
| 25   | 2000年8月9日   | ISBN 4-09-125655-4 | 2001年2月25日  | ISBN 957-595-761-X     |
| 26   | 2000年10月18日 | ISBN 4-09-125656-2 | 2001年3月30日  | ISBN 978-957-59-5788-9 |
| 27   | 2001年1月18日  | ISBN 4-09-125657-0 | 2001年7月6日   | ISBN 978-957-595-854-1 |
| 28   | 2001年3月17日  | ISBN 4-09-125658-9 | 2001年10月26日 | ISBN 978-957-595-952-3 |
| 29   | 2001年6月18日  | ISBN 4-09-125659-7 | 2002年1月25日  | ISBN 978-957-50-9070-8 |
| 30   | 2001年9月18日  | ISBN 4-09-125660-0 | 2002年4月18日  | ISBN 978-957-50-9122-1 |
| 31   | 2001年11月17日 | ISBN 4-09-126331-3 | 2002年6月30日  | ISBN 978-957-50-9230-6 |
| 32   | 2002年3月18日  | ISBN 4-09-126332-1 | 2002年9月2日   | ISBN 978-957-50-9312-9 |
| 33   | 2002年4月18日  | ISBN 4-09-126333-X | 2002年12月15日 | ISBN 978-957-50-9408-9 |

| 集數 | 小学館文庫     | 小学館文庫             |
| 集數 | 發售日期       | ISBN                   |
| ---- | -------------- | ---------------------- |
| 1    | 2010年7月15日  | ISBN 978-4-09-193282-2 |
| 2    | 2010年7月15日  | ISBN 978-4-09-193283-9 |
| 3    | 2010年8月12日  | ISBN 978-4-09-193284-6 |
| 4    | 2010年9月15日  | ISBN 978-4-09-193285-3 |
| 5    | 2010年10月15日 | ISBN 978-4-09-193286-0 |
| 6    | 2010年11月13日 | ISBN 978-4-09-193287-7 |
| 7    | 2010年12月15日 | ISBN 978-4-09-193288-4 |
| 8    | 2011年1月15日  | ISBN 978-4-09-193289-1 |
| 9    | 2011年2月15日  | ISBN 978-4-09-193290-7 |
| 10   | 2011年3月15日  | ISBN 978-4-09-193291-4 |
| 11   | 2011年4月15日  | ISBN 978-4-09-193292-1 |
| 12   | 2011年5月14日  | ISBN 978-4-09-193293-8 |
| 13   | 2011年6月15日  | ISBN 978-4-09-193294-5 |
| 14   | 2011年7月15日  | ISBN 978-4-09-193295-2 |
| 15   | 2011年8月12日  | ISBN 978-4-09-193296-9 |
| 16   | 2011年9月15日  | ISBN 978-4-09-193297-6 |
| 17   | 2011年10月15日 | ISBN 978-4-09-193298-3 |

## 電視動畫
1997年7月19日到1998年7月10日於富士電視台播放。全42話。
2005年4月22日、6月24日由Digital site公司發行DVDBOX、全2卷。

### 製作團隊
- 原作 - 安西信行
- 原案協力 - 荒木洋平、近藤秀峰、熊谷崇
- 監督 - 阿部紀之
- 系列構成 - 橋本裕志
- 人物設計 - 北山真理、若林厚史
- 美術設計 - 池田祐二
- 美術監督 - 高田茂祝
- 美術 - 高田茂祝、工藤英昭、高橋忍
- 色彩設計 - 川上善美
- 撮影監督 - 宮川晴年
- 編輯 - 廚川治彥、植松淳一
- 音樂 - 本間勇輔
- 製作人 - 瀧山麻土香、萩野賢
- 製作委員會 - 富士電視台、Studio Pierrot、讀賣廣告社（Non credit）

### 主題曲
片頭曲「なんか幸せ」
作詞 - the OYSTARS、澤地隆 / 作曲 - 大串竜司 / 編曲 - the OYSTARS、十川知司 / 歌 - the OYSTARS
片尾曲
「Love is Changing」（第1話 - 第32話）
作詞 - 岩里祐穂 / 作曲 - 久保田利伸 / 編曲 - 安倍潤 / 歌 - 西田光
「ずっと君のそばで」（第33話 - 第42話）
作詞・作曲 - 大串修司 / 編曲 - 関淳二郎、the OYSTARS / 歌 - 增田由紀

### 各話列表
| 話數 | 日文標題 | 中文標題                     | 腳本     | 分鏡       | 演出         | 作畫監督 | 播放日期       |
| ---- | -------- | ---------------------------- | -------- | ---------- | ------------ | -------- | -------------- |
| 1    |          | 公主與忍者覺醒的力量!!       | 橋本裕志 | 阿部紀之   | 阿部紀之     | 若林厚史 | 1997年 7月19日 |
| 2    |          | 火與風神危險的誘惑!!         | 橋本裕志 | 高柳滋仁   | 高柳滋仁     | 神戸洋行 | 8月2日         |
| 3    |          | 水劍客的復仇之刃!!           | 橋本裕志 | 高松信司   | 岡本英樹     | 増谷三郎 | 8月9日         |
| 4    |          | 鏡之迷宮殊死的火炎!!         | 橋本裕志 | 小柴純弥   | 小柴純弥     | 鈴木藤雄 | 8月16日        |
| 5    |          | 影子忍軍火影之謎!!           | 橋本裕志 | 福島宏之   | 水野和則     | 千葉道徳 | 8月23日        |
| 6    |          | 恐怖的炎術士紅麗!!           | 西園悟   | 竹下健一   | 竹下健一     | 山沢実   | 9月13日        |
| 7    |          | 石頭護衛的死亡遊戲!!         | 西園悟   | 立花源十郎 | 福島宏之     | 陳梅花   | 9月20日        |
| 8    |          | 人偶的房間！風子的死鬥!!     | 橋本裕志 | 高松信司   | 岡本英樹     | 増谷三郎 | 9月27日        |
| 9    |          | 鬼之土門！未知的力量!!       | 橋本裕志 | 高柳滋仁   | 高柳滋仁     | 鈴木藤雄 | 10月4日        |
| 10   |          | 火炎衝突!!兩個人的火影!!     | 西園悟   | 吉田俊司   | 吉田俊司     | 小泉謙三 | 10月11日       |
| 11   |          | 鋼金暗器! 五把刀刃!!         | 西園悟   | 水野和則   | 水野和則     | 神戸洋行 | 10月18日       |
| 12   |          | 火炎之紅！呼喚死亡天使!!     | 橋本裕志 | 高橋資祐   | 高柳滋仁     | 高橋資祐 | 10月25日       |
| 13   |          | 究極火焰！傳說中的火龍!!     | 橋本裕志 | 岡本英樹   | 岡本英樹     | 増谷三郎 | 11月1日        |
| 14   |          | 甦醒的過去！四百年的真實!!   | 西園悟   | 小柴純弥   | 小柴純弥     | 千葉道徳 | 11月15日       |
| 15   |          | 時間的詛咒！母親與兒子!!     | 西園悟   | 榎本明広   | 伊達勇登     | 榎本明広 | 11月22日       |
| 16   |          | 戰鬥的決心！烈火的挑戰!!     | 橋本裕志 | 吉田俊司   | 吉田俊司     | 小泉謙三 | 11月29日       |
| 17   |          | 火影登場！裡武鬥殺陣!!       | 橋本裕志 | 竹下健一   | 竹下健一     | 鈴木藤雄 | 12月6日        |
| 18   |          | 修羅之劍！水鏡出陣!!         | 西園悟   | 阿部紀之   | 高柳滋仁     | 神戸洋行 | 12月13日       |
| 19   |          | 不使出鐵拳?!土門的致命傷!!   | 西園悟   | 岡本英樹   | 岡本英樹     | 増谷三郎 | 12月20日       |
| 20   |          | 爆裂!!少女肌膚的秘密!!       | 橋本裕志 | 高橋資祐   | 高柳滋仁     | 高橋資祐 | 1998年 1月10日 |
| 21   |          | 碎紙之舞！被吹走的性命!!     | 橋本裕志 | 芦沢剛史   | 吉田俊司     | 増谷三郎 | 1月17日        |
| 22   |          | 大佛的異變！另外一張臉!!     | 西園悟   | 水野和則   | 水野和則     | 若林厚史 | 1月24日        |
| 23   |          | 賭上性命的試煉!!             | 西園悟   | 立花源十郎 | 伊達勇登     | 千葉道徳 | 1月31日        |
| 24   |          | 猛獸般咆哮的地獄戰士!!       | 橋本裕志 | 岡本英樹   | 岡本英樹     | 増谷三郎 | 2月7日         |
| 25   |          | 衝擊!!電光石火般的結果!!     | 橋本裕志 | 小柴純弥   | 小柴純弥     | 大西雅也 | 2月14日        |
| 26   |          | 復活的木蓮!!人面樹的驚駭!!   | 西園悟   | 香川豊     | 水野和則     | 山沢実   | 2月21日        |
| 27   |          | 含淚控訴的亂髮美少女!!       | 西園悟   | 榎本明広   | 吉村文宏     | 西田正義 | 2月28日        |
| 28   |          | 灼熱的眼光刹那的瞬炎!!       | 橋本裕志 | 岡本英樹   | 岡本英樹     | 増谷三郎 | 3月7日         |
| 29   |          | 中邪的言靈信仰的恐怖!!       | 橋本裕志 | 榎本明広   | 伊達勇登     | 千葉道徳 | 3月14日        |
| 30   |          | 美女的誘惑死之二重奏!!       | 西園悟   | 高橋資祐   | 高柳滋仁     | 榎本明広 | 3月21日        |
| 31   |          | 被詛咒的火炎「紅」的過去!!   | 西園悟   | 香川豊     | 香川豊       | 滝川和男 | 3月28日        |
| 32   |          | 看不見的敵人與恐怖的戰鬥!!   | 橋本裕志 | 山内重保   | 高柳滋仁     | 山沢実   | 4月17日        |
| 33   |          | 兩隻火龍!!被盜取的技能!!     | 橋本裕志 | 岡本英樹   | 棚橋一徳     | 増谷三郎 | 4月24日        |
| 34   |          | 與風子激鬥!!滿身是傷的皮膚!! | 西園悟   | 水野和則   | 水野和則     | 千葉道徳 | 5月1日         |
| 35   |          | 少女的祈禱覺醒的風神!!       | 西園悟   | 吉村文宏   | 吉村文宏     | 西田正義 | 5月8日         |
| 36   |          | 火龍合體!!連結外的敵人!!     | 橋本裕志 | 綴爆       | 伊達勇登     | 神戸洋行 | 5月15日        |
| 37   |          | 逃出魔次元!!亞空間的戰鬥!!   | 橋本裕志 | 岡本英樹   | 棚橋一徳     | 増谷三郎 | 5月22日        |
| 38   |          | 恐怖!!復活的死者肉體!!       | 西園悟   | 立花源十郎 | 立花源十郎   | 柿田英樹 | 5月29日        |
| 39   |          | 水鏡的死鬥!!殊死的冰紋劍!!   | 西園悟   | 桶澤尚     | くしひであき | 細山正樹 | 6月12日        |
| 40   |          | 惡女的陷阱!!震怒的風神!!     | 橋本裕志 | 岡本英樹   | 棚橋一徳     | 増谷三郎 | 6月19日        |
| 41   |          | 再次對決!!烈火與紅麗!!       | 橋本裕志 | 榎本明広   | 伊達勇登     | 山沢実   | 7月3日         |
| 42   |          | 死鬥!!直到生命燃燒完為止!!   | 橋本裕志 | 阿部紀之   | 榎本明広     | 千葉道徳 | 7月10日        |

### 播放電視台
| 播放地區      | 播放電視台       | 系列           | 聯播網             | 備註  |
| ------------- | ---------------- | -------------- | ------------------ | ----- |
| 關東廣域圈    | 富士電視台       | 富士電視台系列 | 製作電視台         | [ 2 ] |
| 北海道        | 北海道文化放送   | 富士電視台系列 | 同步放送           | [ 3 ] |
| 岩手縣        | 岩手可愛電視台   | 富士電視台系列 | 同步放送           | [ 4 ] |
| 宮城縣        | 仙台放送         | 富士電視台系列 | 同步放送 →延遲放送 | [ 5 ] |
| 秋田縣        | 秋田電視台       | 富士電視台系列 | 延遲放送           |       |
| 山形縣        | 櫻桃電視台       | 富士電視台系列 | 同步放送 →延遲放送 | [ 5 ] |
| 新潟縣        | 新潟綜合電視台   | 富士電視台系列 | 同步放送           | [ 4 ] |
| 長野縣        | 長野放送         | 富士電視台系列 | 同步放送           | [ 4 ] |
| 靜岡縣        | 靜岡電視台       | 富士電視台系列 | 同步放送 →延遲放送 | [ 5 ] |
| 石川縣        | 石川電視台       | 富士電視台系列 | 延遲放送           | [ 6 ] |
| 中京廣域圈    | 東海電視台       | 富士電視台系列 | 同步放送 →延遲放送 | [ 5 ] |
| 近畿廣域圈    | 關西電視台       | 富士電視台系列 | 同步放送           | [ 4 ] |
| 廣島縣        | 新廣島電視台     | 富士電視台系列 | 同步放送 →延遲放送 | [ 5 ] |
| 岡山縣 香川縣 | 岡山放送         | 富士電視台系列 | 同步放送           | [ 4 ] |
| 高知縣        | 高知SunSun電視台 | 富士電視台系列 | 同步放送 →延遲放送 | [ 5 ] |
| 福岡縣        | 西日本電視台     | 富士電視台系列 | 同步放送           | [ 4 ] |
| 長崎縣        | 長崎電視台       | 富士電視台系列 | 同步放送           | [ 4 ] |
| 鹿兒島縣      | 鹿兒島電視台     | 富士電視台系列 | 延遲放送           |       |

## 遊戲
烈火の炎 THE GAME
2001年12月20日發售。開發商為KONAMI。對應平台為Game Boy Advance。
遊戲種類為動作（格闘），為橫向捲軸動作戰略格鬥遊戲。
アニメバトル 烈火の炎 〜Flame of Recca〜 FINAL BURNING
2004年6月10日發售。開發商為KONAMI。對應平台為PlayStation 2。
烈火の炎 BURNING  EVOLUTION
2012年7月19日開始公測，由Mobage提供伺服器的社交遊戲。開發商為Cygames。

## 機台

### 柏青哥
開發商為平和。
CR烈火の炎H9AZ1
2013年8月5日啟動。找來原配音員幫忙配音。
CR烈火の炎9AW1
2013年12月2日啟用。
CR烈火の炎2
2016年6月13日啟用。

### 老虎機
パチスロ烈火の炎 Flame of Recca
2018年1月22日啟用預定。開發商為NewGin。

## 外部連結
- （日語）烈火の炎 - Pierrot 作品介紹頁
- （日語）